# Christian Usinger
Christian Usinger (21 de agosto de 1894 - 2 de abril de 1949) fue un general alemán durante la II Guerra Mundial que comandó el I Cuerpo de Ejército. Fue condecorado con la Cruz de Caballero de la Cruz de Hierro de la Alemania Nazi. Usinger se rindió a las fuerzas soviéticas en 1945 en la bolsa de Curlandia. Murió en un campo de prisioneros de guerra en la Unión Soviética a principios de 1949.

## Condecoraciones
- Cruz Alemana en Oro el 19 de septiembre de 1942 como Oberst en Arko 110[1]
- Cruz de Caballero de la Cruz de Hierro el 9 de junio de 1944 como Generalmajor y líder de la 81.ª División de Infantería[2]